# Wahlbezirk Tirol 13
Der Wahlbezirk Tirol 13 war ein Wahlkreis für die Wahlen zum Abgeordnetenhaus im österreichischen Kronland Tirol. Der Wahlbezirk wurde 1907 mit der Einführung der Reichsratswahlordnung geschaffen und bestand bis zum Zusammenbruch der Habsburgermonarchie.

## Geschichte
Nachdem der Reichsrat im Herbst 1906 das allgemeine, gleiche, geheime und direkte Männerwahlrecht beschlossen hatte, wurde mit 26. Jänner 1907 die große Wahlrechtsreform durch Sanktionierung von Kaiser Franz Joseph I. gültig. Mit der neuen Reichsratswahlordnung schuf man insgesamt 516 Wahlbezirke, wobei mit Ausnahme Galiziens in jedem Wahlbezirk ein Abgeordneter im Zuge der Reichsratswahl gewählt wurde. Der Abgeordnete musst sich dabei im ersten Wahlgang oder in einer Stichwahl mit absoluter Mehrheit durchsetzen. Der Wahlkreis Tirol 13 umfasste die Gerichtsbezirke Meran, Passeier, Schlanders, Glurns ohne die Stadt Meran. Aus der Reichsratswahl 1907 ging Franz Dorfmann (Christlichsoziale Partei) als Sieger hervor, wobei Dorfmann als Kompromisskandidat der Christlichsozialen und der Konservativen angetreten war. Dorfmann legte sein Mandat 1910 nieder, woraufhin sein Parteikollege Josef Hölzl bei der Ersatzwahl in der Stichwahl siegte. Bei der Reichsratswahl 1911 setzte sich der Christlichsoziale Josef Noggler im ersten Wahlgang durch. Insgesamt dominierten somit die Christlichsozialen jede Reichsratswahl, wenngleich die Konservativen im Vergleich zu anderen Wahlbezirken hier starke Ergebnisse von bis zu 44 Prozent erzielen konnten. Die Sozialdemokraten kamen bei ihrem besten Ergebnis 1911 hingegen nicht über 7,5 Prozent hinaus.

## Wahlen

### Reichsratswahl 1907
Die Reichsratswahl 1907 wurde am 14. Mai 1907 (erster Wahlgang) durchgeführt. Eine Stichwahl entfiel auf Grund der absoluten Mehrheit von Dorfmann im ersten Wahlgang.

#### Gesamtergebnis
| Kandidat                                                                       | Partei                                                           | Wahlkreisstimmen | Prozent |
| ------------------------------------------------------------------------------ | ---------------------------------------------------------------- | ---------------- | ------- |
| Franz Dorfmann                                                                 | Kompromisskandidat der Christlichsozialen Partei / Konservativen | 6943             | 81 %    |
| Pircher                                                                        | selbst. Christlichsozialer Agrarier                              | 1141             | 13,3 %  |
| Heinrich Snoy                                                                  | Sozialdemokratische Arbeiterpartei                               | 227              | 2,6 %   |
| R. von Leon                                                                    | Deutschfreiheitliche Partei                                      | 224              | 2,6 %   |
| Sonstige                                                                       |                                                                  | 33               | 0,4 %   |
| Wahlberechtigte: 10.079, Ungültige/Leere Stimmen: 120, Wahlbeteiligung: 85,0 % |                                                                  |                  |         |

#### Wahlergebnis nach Gerichtsbezirken
| Gerichtsbezirke | Dorfmann | Pircher | Snoy  | Leon  |       |
| Meran           | 66,3 %   | 20,1 %  | 6,7 % | 6,1 % | 0,8 % |
| Passeier        | 92,9 %   | 5,9 %   | 0,0 % | 1,1 % | 0,0 % |
| Schlanders      | 88,4 %   | 10,6 %  | 0,0 % | 0,9 % | 0,1 % |
| Glurns          | 87,5 %   | 10,7 %  | 1,3 % | 0,3 % | 0,3 % |

### Reichsratsersatzwahl 1910
Die Reichsratsersatzwahl 1910 wurde am 6. Mai  1910 (erster Wahlgang) und am 19. Mai 1910 (Stichwahl) durchgeführt.

#### Erster Wahlgang
| Kandidat                                                             | Partei                             | Wahlkreisstimmen | Prozent |
| -------------------------------------------------------------------- | ---------------------------------- | ---------------- | ------- |
| Josef Hölzl                                                          | Christlichsoziale Partei           | 3741             | 45,7 %  |
| Ferdinand Schönherr                                                  | Konservative Partei                | 3628             | 44,3 %  |
| Theodor Christomannos                                                | Deutschfreiheitliche Partei        | 611              | 4,5 %   |
| Heinrich Snoy                                                        | Sozialdemokratische Arbeiterpartei | 198              | 2,42 %  |
| Sonstige                                                             |                                    | 12               | 0,2 %   |
| Wahlberechtigte: ?, Ungültige/Leere Stimmen: ?, Wahlbeteiligung: ? % |                                    |                  |         |

#### Stichwahl
| Kandidat                                                             | Partei                   | Wahlkreisstimmen | Prozent |
| -------------------------------------------------------------------- | ------------------------ | ---------------- | ------- |
| Josef Hölzl                                                          | Christlichsoziale Partei | 4207             | 50,9 %  |
| Ferdinand Schönherr                                                  | Konservative Partei      | 4065             | 49,1 %  |
| Wahlberechtigte: ?, Ungültige/Leere Stimmen: ?, Wahlbeteiligung: ? % |                          |                  |         |

### Reichsratswahl 1911
Die Reichsratswahl 1911 wurde am 13. Juni 1911 (erster Wahlgang) durchgeführt. Die Stichwahl entfiel auf Grund der absoluten Mehrheit von Noggler im ersten Wahlgang.

#### Gesamtergebnis
| Kandidat                                                                       | Partei                             | Wahlkreisstimmen | Prozent |
| ------------------------------------------------------------------------------ | ---------------------------------- | ---------------- | ------- |
| Josef Noggler                                                                  | Christlichsoziale Partei           | 4136             | 50,5 %  |
| Ferdinand Schönherr                                                            | Konservative Partei                | 3334             | 40,7 %  |
| Johann Menz                                                                    | Sozialdemokratische Arbeiterpartei | 368              | 4,5 %   |
| August Hartmann                                                                | Deutschfreiheitliche Partei        | 331              | 4,0 %   |
| Sonstige                                                                       |                                    | 14               | 0,2 %   |
| Wahlberechtigte: 10.771, Ungültige/Leere Stimmen: 168, Wahlbeteiligung: 76,0 % |                                    |                  |         |

#### Wahlergebnis nach Gerichtsbezirken
| Gerichtsbezirke | Noggler | Schönherr | Menz  | Hartmann | Sonstige |
| --------------- | ------- | --------- | ----- | -------- | -------- |
| Meran           | 38,7 %  | 42,1 %    | 9,2 % | 9,9 %    | 0,1 %    |
| Passeier        | 53,9 %  | 45,1 %    | 0,2 % | 0,9 %    | 0,0 %    |
| Schlanders      | 48,5 %  | 50,0 %    | 0,3 % | 0,9 %    | 0,3 %    |
| Glurns          | 75,8 %  | 23,5 %    | 0,4 % | 0,2 %    | 0,2 %    |